# Dąbrowa (gmina Kuślin)
Dąbrowa – wieś w Polsce położona w województwie wielkopolskim, w powiecie nowotomyskim, w gminie Kuślin.
Miejscowość pochodzenia olęderskiego. Niegdyś pod nazwą Stara Dąbrowa. Pod koniec XIX wieku używano nazwy Dąbrowo Stare, a wieś leżała w powiecie bukowskim i liczyła 48 dymów (domostw) i 337 mieszkańców. 325 z nich zarejestrowano jako ewangelików, 12 jako katolików
W latach 1975–1998 miejscowość należała administracyjnie do województwa poznańskiego. Używana była wtedy nazwa Stara Dąbrowa (2 km na wschód leży Dąbrowa Nowa).
W 2011 Dąbrowa liczyła 210 mieszkańców.